# Ciutadella de La Ferrière
La Ciutadella de La Ferrière, també coneguda com La Citadelle, és una gran fortalesa localitzada al nord d'Haití, aproximadament 17 milles al sud de la ciutat de Cap Haitien. És la fortalesa més gran de l'hemisferi occidental, la més gran de tota Amèrica i està inscrita a la llista del Patrimoni de la Humanitat de la UNESCO des de l'any 1982.
Actualment és una de les destinacions més populars per als turistes que visiten l'illa.